# Conoderus vitraci
Conoderus vitraci is een keversoort uit de familie kniptorren (Elateridae). De wetenschappelijke naam van de soort is voor het eerst geldig gepubliceerd in 1911 door Fleutiaux.